# 中國香港射箭總會
中國香港射箭總會（英語：Archery Association of Hong Kong, China）是國際射箭總會及亞洲射箭聯盟的會員，同時是中國香港體育協會暨奧林匹克委員會成員，擔任香港射箭運動的管理及代表性組織，現受康樂及文化事務署的資助，以註冊社團的方式運作。

## 組織架構
香港射箭總會於1972年成立，目前（截至2019年12月）成員屬會共有46個，最高行政權力為週年會員大會，下設執行委員會領導多個工作小組處理會務，除5名全職人員外，皆為義務參與。

### 執行委員會名單（2018-20）
- 會長：藍新福 醫生
- 主席：劉根雄 先生（沙田會）
- 副主席：廸倫 先生（鳳溪會）
- 義務秘書長 暨 裁判總監：余鑑明 先生（聖保羅會）
- 司庫：葉沛霖 先生（金信會）
- 賽事總監：程小冬 先生（北區會）
- 教練總監：熊得洋 先生（西北會)
- 青少年發展總監：蒲彥蓁 小姐（真光會）

### 成員屬會
| ＃ | 屬會名稱                                 | 中文簡稱 | 英文簡稱 | 屬會射箭練習場地                                | 成立年份 |
| -- | ---------------------------------------- | -------- | -------- | ----------------------------------------------- | -------- |
| 1  | 香港科技大學學生會箭藝學會               | 科大會   | HKUST    | 香港科技大學第三期草地                          | 1996年   |
| 2  | 香港中文大學射藝會                       | 中大會   | CUHK     | 香港中文大學夏鼎基運動場草地                    | 1990年   |
| 3  | 香港大學學生會射箭會                     | 港大會   | HKUSU    | 香港大學柏立基網球場                            | 1985年   |
| 4  | 東九龍射藝會                             | 東九龍會 | EKAC     | 九龍東啟德體育館                                | 1993年   |
| 5  | 東青箭會                                 | 東青會   | EAC      | 新界錦田北圍村                                  | 無資料   |
| 6  | 基督教香港信義會心誠中學射藝會           | 心誠會   | FLSSAC   | 基督教香港信義會心誠中學                        | 無資料   |
| 7  | 港島射箭會                               | 港島會   | IAC      | 香港薄扶林雞龍環配水庫頂                        | 1983年   |
| 8  | 香港理工大學學生會射藝會                 | 理大會   | PUAC     | 香港理工大學邵逸夫體育館                        | 1999年   |
| 9  | 香港殘疾人奧委會暨傷殘人士體育協會射藝會 | 傷協會   | SAP      | 暫時沒有場地                                    | 1972年   |
| 10 | 港島東射箭會                             | 港島東會 | IEAC     | 西環士美非路體育館                              | 2001年   |
| 11 | 香港專業教育學院（青衣分校）射箭會       | 青衣會   | IVE(TY)  | 專教院青衣分校室內體育館                        | 無資料   |
| 12 | 九龍射箭會                               | 九龍會   | KAC      | 旺角九龍醫院足球場、 沙田火炭銅鑼灣山路配水庫   | 70年代初 |
| 13 | 獅子山射箭會                             | 獅子山會 | LAC      | 九龍獅子山公園射箭場                            | 1988年   |
| 14 | 新界西北射箭會                           | 西北會   | NWAC     | 屯門公眾騎術學校射箭場                          | 1984年   |
| 15 | 北區射藝會                               | 北區會   | NDAC     | 新界元朗藍薪褔射箭場、 新界粉嶺聯和墟室內體育館 | 無資料   |
| 16 | 香港警察箭藝會                           | 警察會   | PAC      | 九龍西洋菜街警察體育遊樂會                      | 1981年   |
| 17 | 西貢麒麟體育會射藝組                     | 麒麟會   | -        | 暫時沒有場地                                    | 無資料   |
| 18 | 沙田射藝會                               | 沙田會   | STAC     | 沙田81區(大水坑)1130地段                        | 無資料   |
| 19 | 上水射藝會                               | 上水會   | -        | 上水馬會道19號鳳溪第一小學                      | 無資料   |
| 20 | 順德聯誼總會胡兆熾中學射藝學會           | 胡兆熾會 | SWCAC    | 順德聯誼總會胡兆熾中學                          | 無資料   |
| 21 | 聖保羅書院射藝會                         | 聖保羅會 | SPCAC    | 聖保羅書院                                      | 無資料   |
| 22 | 香港童軍總會射藝興趣小組                 | 童軍會   | SAC      | 香港童軍總會 9樓 青少年活動室                   | 無資料   |
| 23 | 真光射藝會                               | 真光會   | TLAC     | 香港真光書院                                    | 無資料   |
| 24 | 荃葵射箭會                               | 荃葵會   | TKAS     | 荃灣麗城花園第一期網球場                        | 1981年   |
| 25 | 順德聯誼總會譚伯羽中學箭藝會             | 譚伯羽會 | TPYC     | 順德聯誼總會譚伯羽中學禮堂                      | 2002年   |
| 26 | 東華三院黃鳳翎中學射箭學會               | 黃鳳翎會 | WFLAC    | 東華三院黃鳳翎中學                              | 無資料   |
| 27 | 九江商會學校箭藝會                       | 九江會   | KKCAS    | （暫無資料）                                    | 無資料   |
| 28 | （暫無資料）                             | 綠林會   | -        | （暫無資料）                                    | 無資料   |

## 總會之練習與比賽場地
香港射箭專用場地少，而合適的射箭場地也不多，室外場多以運動場、足球場或配水庫頂為活動場地，室內則以室內體育館作場地。

### 練習場地
香港射箭總會轄下有兩個射箭練習場，一個位於九龍獅子山公園射箭場，佔地約3萬平方呎，另一個位於新界元朗的藍新福射箭場，佔地約5萬平方呎。

### 比賽場地
香港的射箭比賽大致分為室外及室內兩大類。本地室外賽事最多涉及八個比賽距離（18米、25米、30米、50米、60米、70米、90米），而本地室內賽事只有一個比賽距離——18米。
- 室外（Outdoor）場地——香港射箭總會舉辦本地室外射箭比賽的場地：
  - 香港仔運動場 Aberdeen Sports Ground（ASG）
  - 香港大學何鴻燊體育中心1號場 The University of Hong Kong（HKU）
  - 警察體育遊樂會 Police Sports & Recreation Club（PSRC）
  - 城門谷運動場 Shing Mun Valley Sports Ground（SMV）
  - 深水埗運動場 Sham Shui Po Sports Ground（SSP）
  - 小西灣運動場 Siu Sai Wan Sports Ground（SSW）
  - 屯門康樂體育中心射箭場 Tuen Mun Archery Field（TMAF）
  - 大埔運動場 Tai Po Sports Ground（TPSG）
  - 灣仔運動場 Wan Chai Sports Ground（WSG）
  - 元朗藍薪福射箭場 Nam Sun Fook Archery Field（NSF）
  - 九龍灣運動場 Kowloon Bay Sports Ground（KBSG）
- 室內（Indoor）場地——香港射箭總會舉辦本地室內射箭比賽的場地：
  - 香港科技大學何善衡體育館 The Hong Kong University of Science & Technology S.H.Ho Sports Hall（HKUST）
  - 長沙灣室內運動場 Cheung Sha Wan Indoor Recreation Centre（CSW）
  - 新界粉嶺聯和墟室內體育館 Luen Wo Hui Sports Centre（LWH）

## 香港射箭總會認可賽事比賽賽制
香港射箭總會在香港制定的射箭比賽賽制有別於其他國家，香港的本地賽事守則中，加入了射手升級制，射手等級分成新秀組、初級組、中級組和高級組，共四個組別，這是其他國家沒有的。國際射箭總會（FITA）認可賽制中，本港只有高級組的賽制附合要求。
- 1. 高級組個人全能（FITA）計分賽
  - 反曲弓及複合弓組（各射程 36 箭共 144 箭）
    - 男子：90米（122厘米靶面）、70米（122厘米靶面）、50米（80厘米內6環靶面）、30米（80厘米三色五環靶面）
    - 女子：70米（122厘米靶面）、60米（122厘米靶面）、50米（80厘米內6環靶面）、30米（80厘米三色五環靶面）
- 2. 高級組及中級組個人淘汰賽
  - 反曲弓及複合弓組（男/女子）
    - ａ）排位賽階段：全能（FITA）預賽，或單輪70米（122釐米靶面）預賽，或雙輪70米（122釐米靶面）預賽
    - ｂ）淘汰賽階段：70米（122釐米靶面），每關12箭
- 3. 高級組團體淘汰賽
  - 反曲弓及複合弓組（男/女子）
    - ａ）排位賽階段：全能（FITA）預賽，或單輪70米（122釐米靶面）預賽，或雙輪70米（122釐米靶面）預賽
    - ｂ）淘汰賽階段：70米（122釐米靶面），三名射手為一隊，每人8箭，共24箭
- 4. 高級組及中級組標準計分賽（Long Metric）
  - 反曲弓及複合弓高級組（各射程 36 箭共 108 箭）
    - 男子：70米（122厘米靶面）、50米（80厘米內6環靶面）、30米（80厘米三色五環靶面）
    - 女子：60米（122厘米靶面）、50米（80厘米內6環靶面）、30米（80厘米三色五環靶面）

  - 複合弓中級組（各射程 36 箭共 108 箭）
    - 男子：70米（122厘米靶面）、50米（80厘米內6環靶面）、30米（80厘米三色五環靶面）
    - 女子：60米（122厘米靶面）、50米（80厘米內6環靶面）、30米（80厘米三色五環靶面）

  - 反曲弓中級組（各射程 36 箭共 108 箭）
    - 男子：70米（122厘米靶面）、50米（80厘米內6環靶面）、30米（80厘米三色五環靶面）
    - 女子：60米（122厘米靶面）、50米（80厘米內6環靶面）、30米（80厘米三色五環靶面）
- 5. 初級組計分賽
  - 反曲弓組（各射程 36 箭合共 72 箭）
    - 男/女子：40米（80厘米靶面）、30米（80厘米靶面）

  - 複合弓組（各射程 36 箭合共 72 箭）
    - 男/女子：50米（80厘米內6環靶面）、30米（80厘米三色五環靶面）
- 6. 新秀組計分賽
  - 只設反曲弓組（各射程 36 箭合共 72 箭）
    - 男/女子：25米（80厘米內6環靶面）、18米（80厘米內6環靶面）

### 本地射手升級達標分數：
| 射手等級         | 反曲弓組 | 複合弓組   | 達標後升至 |
| ---------------- | -------- | ---------- | ---------- |
| 新秀組（72 箭）  | 470 環   | 不設新秀組 | 初級組     |
| 初級組（72 箭）  | 540 環   | 620 環     | 中級組     |
| 中級組（108 箭） | 810 環   | 900 環     | 高級組     |
| 高級組（144 箭） | 最高等級 | 最高等級   | 最高等級   |

## 外部連結
- 國際射箭總會（FITA）官方網頁（英文）
- 亞洲射箭聯盟（AAF）官方網頁 （页面存档备份，存于）（英文）
- 官方网站
- 香港射箭紀錄及排名